# Wereldspelen 1989
De Wereldspelen 1989 waren de derde editie van de Wereldspelen en vonden plaats van 20 tot en met 30 juli 1985 te Karlsruhe. Op de wereldspelen worden sporten beoefend die niet tijdens de Olympische Spelen aan bod komen.

## Medailles

### België
| Sport           | Naam                                 | Discipline                     | Medaille |
| --------------- | ------------------------------------ | ------------------------------ | -------- |
| Boogschieten    | Francis Notenboom                    | barebow (m)                    | Goud     |
| Petanque        | Françoise Dupont Isabelle Dujacquier | doublette (v)                  | Goud     |
| Korfbal         | Nationaal team                       | landenteam                     | Zilver   |
| Zwemmend redden | Sigrid Huygen                        | 200 m hindernisredden (v)      | Zilver   |
| Skeeleren       | Nadia Meerkens                       | 300 m (v)                      | Brons    |
| Zwemmend redden | Walter Verberght                     | 100 m popredden met vinnen (m) | Brons    |

1981 Santa Clara · 
1985 Londen · 
1989 Karlsruhe · 
1993 Den Haag · 
1997 Lahti · 
2001 Akita · 
2005 Duisburg · 
2009 Kaohsiung · 
2013 Cali · 
2017 Wrocław · 
2022 Birmingham · 
2025 Chengdu ·